# لاندوپیتا
لاندوپیتا (به لاتین: Landupita) یک منطقهٔ مسکونی در سری‌لانکا است که در استان مرکزی (سری‌لانکا) واقع شده‌است.